# Sky (Sonique)
Sky è un singolo della cantante britannica Sonique, pubblicato il 4 settembre 2000 come terzo e ultimo estratto dal primo album in studio Hear My Cry.
Il brano ha avuto un buon successo in Italia, Austria, Belgio, Regno Unito, Finlandia e Norvegia, dove è riuscito ad entrare nella top ten dei singoli più venduti.
In particolare in Italia il brano fu colonna sonora di alcuni spot della Omnitel, in uno dei quali Megan Gale scalava lo Space Needle, famosa torre panoramica situata a Seattle e in un altro dove la stessa Gale girava su dei pattini a rotelle sopra il tetto del Guggenheim di Bilbao.

## Tracce
CD Single  Universal Records 158 373-2
1. Sky (Radio Edit) – 3:59
2. Sky (Sonique Remix) – 6:25

CD Maxi Urban urbdj 2108, 158 484-1
1. Sky (Radio Edit) – 3:59
2. Sky (Sonique Remix) – 6:25
3. Sky (Conductor And Cowboy Remix) – 8:13
4. Sky (Sharam Jay Remix) – 7:40

12" Promo Serious Records 158 160-2
- Side A

1. Sky (Sonique Remix) – 6:22
2. Sky (Conductors & Cowboys) – 8:12

- Side B

1. Sky (16 C+ Tribal Sky Remix) – 7:22
2. Sky (Album Version) – 4:24

## Classifiche

### Classifiche settimanali
| Classifica (2000-01) | Posizione massima |
| -------------------- | ----------------- |
| Australia            | 18                |
| Austria              | 8                 |
| Belgio (Fiandre)     | 9                 |
| Belgio (Vallonia)    | 28                |
| Finlandia            | 3                 |
| Francia              | 22                |
| Germania             | 11                |
| Irlanda              | 10                |
| Italia               | 3                 |
| Norvegia             | 6                 |
| Nuova Zelanda        | 48                |
| Paesi Bassi          | 36                |
| Regno Unito          | 2                 |
| Spagna               | 2                 |
| Svezia               | 13                |
| Svizzera             | 18                |

### Classifiche di fine anno
| Classifica (2000) | Posizione |
| ----------------- | --------- |
| Svezia            | 90        |
| Classifica (2001) | Posizione |
| Australia         | 86        |